# Unterdießen
Unterdießen è un comune tedesco di 1 352 abitanti, situato nel land della Baviera.